# Phronia tenuis
Phronia tenuis es una especie de mosquito del género Phronia, categorizada en la tribu Mycetophilini, subfamilia Mycetophilinae.

## Distribución
Se distribuye por Reino Unido, Noruega, Finlandia, Estonia, Alemania, Eslovaquia, Canadá, Irlanda e Italia.

## Taxonomía
Fue descrita por Winnertz en 1864.
Tratamiento taxonómico
La especie aparece registrada y publicada en Beitrag zu einer Monographie der Pilzmücken. Abh. Zool.-Bot. Ges. Wien 13: 637-964, 4 pls.